# Liste der Biografien/Miq
Liste der Biografien |
Portal Biografien |
Personensuche
# |
A |
B |
C |
D |
E |
F |
G |
H |
I |
J |
K |
L |
M |
N |
O |
P |
Q |
R |
S |
T |
U |
V |
W |
X |
Y |
Z |
?
 
Ma |
Mb |
Mc |
Md |
Me |
Mf |
Mg |
Mh |
Mi |
Mj |
Mk |
Ml |
Mm |
Mn |
Mo |
Mp |
Mq |
Mr |
Ms |
Mt |
Mu |
Mv |
Mw |
Mx |
My |
Mz
 
Mia |
Mib |
Mic |
Mid |
Mie |
Mif |
Mig |
Mih–Mik |
Mil |
Mim |
Min |
Mio |
Mip |
Miq |
Mir |
Mis |
Mit |
Miu |
Miv |
Miw |
Mix |
Miy |
Miz
Die Liste der Biografien führt alle Personen auf, die in der deutschsprachigen Wikipedia einen Artikel haben. Dieses ist eine Teilliste mit 16 Einträgen von Personen, deren Namen mit den Buchstaben „Miq“ beginnt.

## Miq

### Miqa
- Miqajeljan, Arsen (* 1982), armenischer Politiker der Republik Arzach
- Miqati, Nadschib (* 1955), libanesischer Politiker, Unternehmer und Ministerpräsident des Landes

### Miqd
- Miqdad, Faisal al- (* 1954), syrischer Politiker und Außenminister

### Miqu
- Mique, Richard (1728–1794), französischer Architekt
- Miquel, Amandine (* 1984), französische Fußballtrainerin
- Miquel, André (1929–2022), französischer Islamwissenschaftler und Arabist
- Miquel, Auguste, französischer Mathematiker
- Miquel, Franz Wilhelm (1818–1855), deutscher Gymnasiallehrer, Redakteur, Schriftsteller
- Miquel, Friedrich Anton Wilhelm (1811–1871), deutsch-niederländischer Botaniker
- Miquel, Ignasi (* 1992), spanischer Fußballspieler
- Miquel, Johannes von (1828–1901), deutscher Politiker, MdR und ReformerJohannes von Miquel (1828–1901)

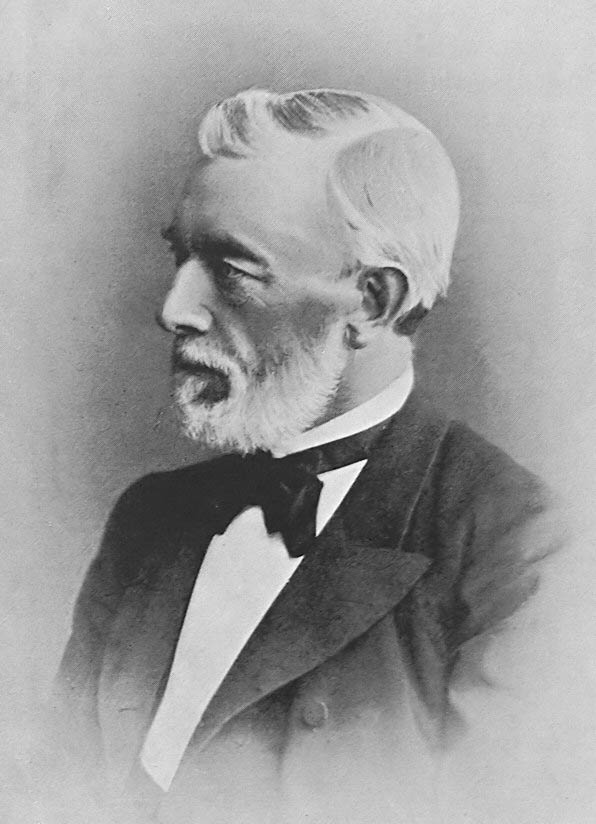
Johannes von Miquel (1828–1901)

- Miquel, Jules (1885–1966), französischer Radrennfahrer
- Miquel, Louis (* 1913), französischer Architekt
- Miquel, Marcel (1913–1994), französischer Fußballspieler
- Miquel, Pierre (1930–2007), französischer Historiker und Autor
- Miquel, Walther von (1869–1945), deutscher Verwaltungsjurist und preußischer Verwaltungsbeamter